# Pfarrkirche Lofer

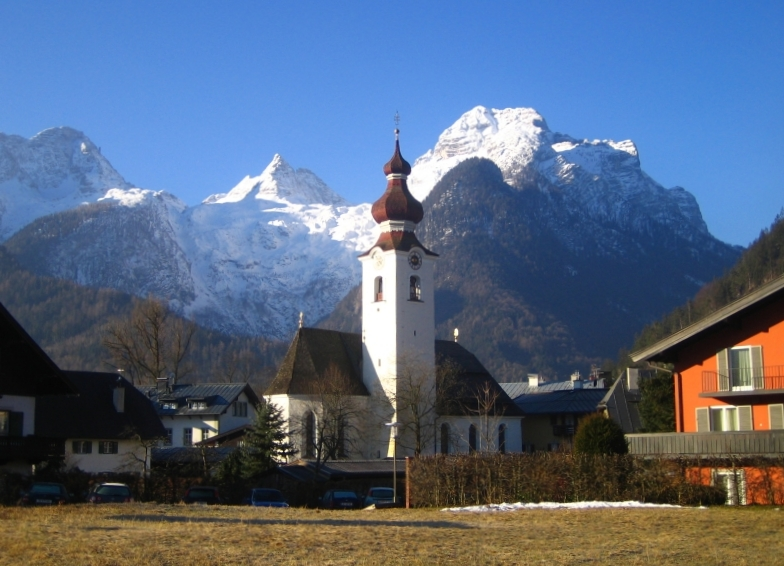
Katholische Pfarrkirche Hll. Maria und Leonhard in Lofer

Die Pfarrkirche Lofer steht in der Ortsmitte der Marktgemeinde Lofer im Bezirk Zell am See im Land Salzburg. Die auf die Heiligen Maria und Leonhard geweihte Pfarrkirche gehört zum Dekanat Saalfelden der Erzdiözese Salzburg. Die Kirche steht unter Denkmalschutz (Listeneintrag).

## Geschichte
Für den Bau der gotischen Kirche wurden die Jahre 1315 bis 1335 angenommen. Urkundlich wurde die Kirche erstmals 1417 genannt. Der Anbau der Seitenschiffe erfolgten 1678. Nach einem Brand 1731 wurde der Turm mit dem Architekten und Baumeister Tobias Kendler wieder aufgebaut. 1954 war eine Restaurierung. Die Kirche wurde 1955 zur Pfarrkirche erhoben.

## Architektur
Der gotische Kirchenbau wurde barock erweitert und erhielt nach einem Brand einen neuen Turm.
Der schlichte Außenbau unter einem Satteldach gedeckt mit Schindeln zeigt rundbogige Fenster an den Seitenschiffen, der eingezogene Chor mit einem polygonalen Schluss zeigt spitzbogige gotische Fenster. Im Norden steht am Haupt des linken Seitenschiffes in gleicher Breite ein ungegliederter Turm, die Turmfenster zeigen eine barocke Umrahmung, der Doppelzwiebelhelm nennt 1732. Im Süden steht am Haupt des rechten Seitenschiffes eine zweigeschoßige Sakristei. Die westliche Giebelfront mit einem Krüppelwalm hat rechteckige Portale aus dem 17. Jahrhundert, das Mittelportal zeigt das Wappen von Erzbischof Max Gandolf von Kuenburg mit 1678, rechts davon zeigt die Westfront die Wandmalerei Schutzmantelmadonna vom Maler Karl Weiser 1954.
Das Kircheninnere zeigt sich mit einem dreischiffigen Langhaus. Das vierjochige Langhaus, das vierte Joch ist am Boden um vier Stufen erhöht, trägt ein Netzrippengewölbe mit Kurvaturen und Rippen welche 1897 erneuert wurden, die Rippen gehen auf halbrunde Dienste mit einfachen Kapitellen. Die dreijochigen Seitenschiffe tragen ein barockes Kreuzgratgewölbe mit Stuckspiegeln. Der Triumphbogen ist spitzbogig. Der Chor mit einem Fünfachtelschluss hat ein vermauertes Achsfenster mit gotischem Maßwerk am Chorhaupt, der Chor hat Portale mit abgefasten Türumrahmungen mit geradem Sturz, im Norden zum Turm, im Süden zur Sakristei, über dem Sakristeiportal ist ein Oratoriumsfenster.
Gotische Wandmalereien zeigen neben dem Turmportal die Heiligen Crescentia, Vitus und Modestus aus dem ersten Fünftel des 15. Jahrhunderts, im Chorgewölbe Evangelistensymbole und Maria mit Kind aus der zweiten Hälfte des 15. Jahrhunderts. Die ornamentalen Glasfenster nennen den Glasmaler Philipp Aichinger 1872.

## Ausstattung

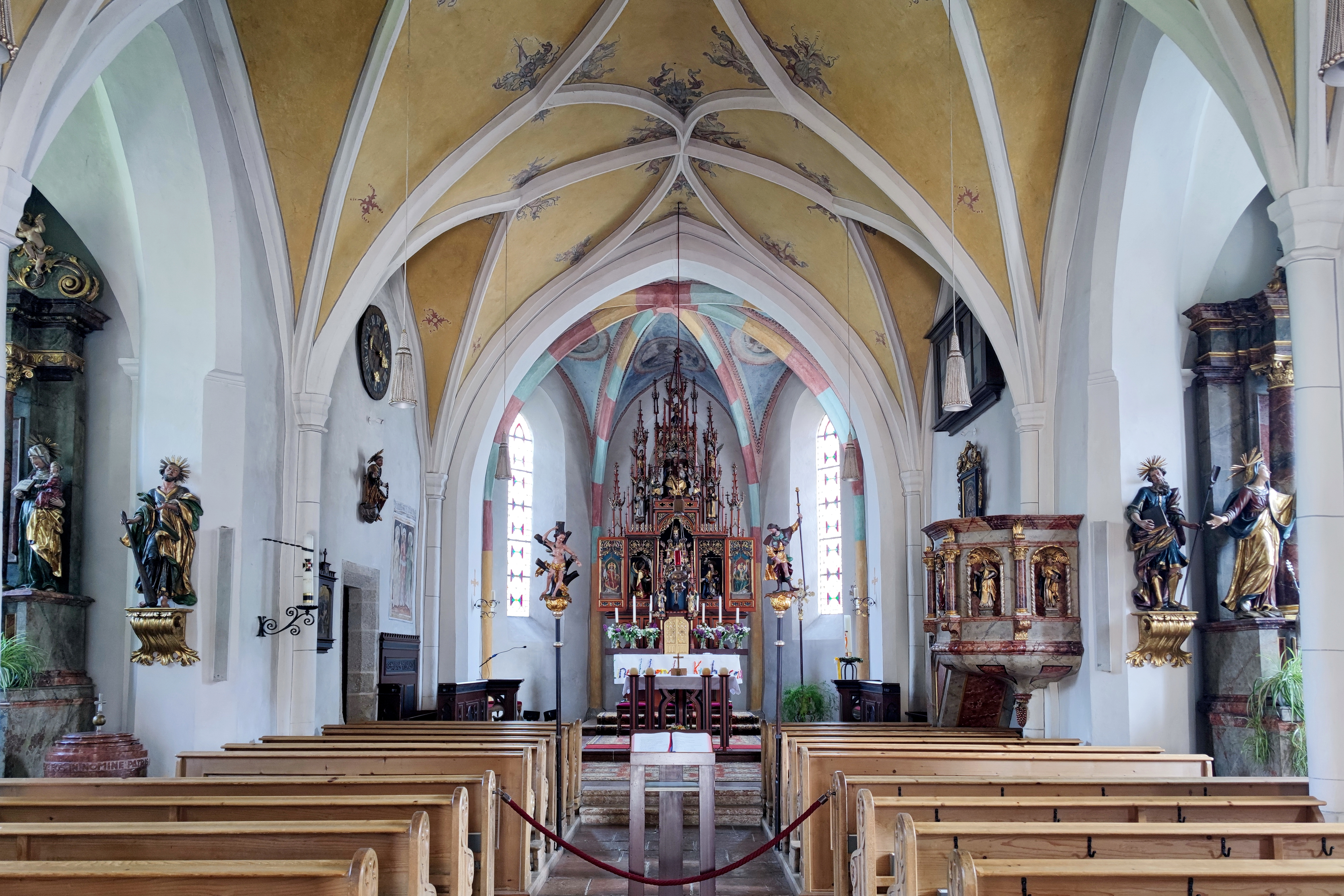
Langhaus zum Chor

Den neugotischen Hochaltar schuf 1901 der Schnitzer Vinzenz Pezzei, er trägt Figuren aus der Werkstatt Josef Bachlechner, die Flügelbilder malte 1905 Josef Gold. Die Seitenaltäre um 1730 sind Säulenädikula mit geradem Gebälk und einem geschweiften Auszug, der linke Seitenaltar trägt die Figur Maria Immaculata und zeigt das Aufsatzbild Antonius und trägt die Seitenfiguren weibliche Heilige und Anna, der rechte Seitenaltar trägt eine Kreuzigungsgruppe mit einer knienden Maria Magdalena, und auf Seitenkonsolen Maria und Johannes, im Aufsatz Gottvater. Links und rechts in der Kirche gibt es je zwei Statuetten der Kirchenväter vom Bildhauer Michael Bissl um 1800.
Das Weihwasserbecken und der Opferstock aus rotem Marmor sind aus der zweiten Hälfte des 17. Jahrhunderts.
Die Orgel baute 1892 Albert Mauracher.